# 素晴らしきかな、この世界 -WHAT A WONDERFUL WORLD-
「素晴らしきかな、この世界 -WHAT A WONDERFUL WORLD-」（すばらしきかなこのせかい ワット ア ワンダフル ワールド）は雅-miyavi-のメジャー8枚目シングル。2007年11月14日発売。発売元はユニバーサルJ。

## 概要
- プロシードCM「チャクチャク・エンタメ」タイアップソング。
- 前作に続き、佐久間正英がプロデュースを担当。
- 「素晴らしきかな、この世界 -WHAT A WONDERFUL WORLD-」は「The beginning of Neo Visualizm Tour 2007”」のツアー中に、「仔雅会議」の中でファンから選ばれた楽曲。C/W「2 be wiz U」も同会議で選出。

## パッケージ
- 初回盤2タイプ、通常盤の計3タイプ発売。
- 初回盤Aは三方背BOX仕様に、ライブ映像とMVメイキング映像収録DVD+LA撮り下ろし豪華写真集36Pが同梱。[1]
- 初回盤Bは「素晴らしきかな、この世界 -WHAT A WONDERFUL WORLD-」「2 be wiz U」MV収録DVDが同梱。[2]
- 通常盤は2006年、東京芸術劇場で披露された「また夢で逢いましょう」をファンの要望に応えて、初音源化の上、収録。[3]

## 収録曲

### 初回盤A・B
作詞：雅-miyavi-・TYKO／作曲：雅-miyavi-／編曲：雅-miyavi-・佐久間正英
1. 素晴らしきかな、この世界 -WHAT A WONDERFUL WORLD-
2. 2 be wiz U

#### DVD　初回盤A
1. アジアスターの軌跡-2007 ドイツ編-
2. 素晴らしきかなPV撮影 秘オフショット映像

#### DVD　初回盤B
1. 素晴らしきかな、この世界-WHAT A WONDERFUL WORLD- （Promotion Video）
2. 2 be wiz U （Promotion Video）

### 通常盤
1. 素晴らしきかな、この世界 -WHAT A WONDERFUL WORLD-
2. 2 be wiz U
3. また夢で逢いましょう
  - 作詞・作曲・編曲：雅